# 雙點魮脂鯉
雙點魮脂鯉，為輻鰭魚綱脂鯉目脂鯉亞目脂鯉科的其中一個種，為熱帶淡水魚，分布於南美洲巴西聖保羅至Santa Catarina沿岸淡水流域，體長可達2.6公分，棲息在底中層水域，屬雜食性，以蠕蟲、甲殼類與植物為食，生活習性不明，可作為觀賞魚。

## 扩展阅读
- 維基物種上的相關：雙點魮脂鯉